# Rammjäger
O Rammjäger foi um projecto da Zeppelin para um interceptor durante a Segunda Guerra Mundial. Foi proposto em Novembro de 1944. Esta aeronave seria puxada por um Bf 109 até ao céu e, uma vez liberta, iria ligar os seus motores a foguete, acelerando até uma velocidade de 970 km/h e lançar os seus 14 mísseis contra formações de bombardeiros aliados. Depois disto, uma segunda fase de voo se iniciaria, na qual iria embater contra aeronaves inimigas com as suas asas reforçadas, rompendo com a fuselagem dos aviões inimigos. Os alemães calcularam que a velocidade de ataque poderia cortar através de uma fuselagem sem colocar a estabilidade e integridade da aeronave em perigo. Depois do ataque, iria planar e aterrar através de um trem em esqui.